# Битка при Хесан
Битката при Хесан се води между американската армия и армията на Северен Виетнам (НВА).
Хесан е американска военна база на територията на Южен Виетнам, близо до границата с Лаос и малко на юг от тази със Северен Виетнам. Районът е сцена на голяма офанзива от страна на НВА през 1968 г. Защитата на военната база се нарича с кодовото име Operation Scotland. Американските командири провокират битка, надявайки се да предизвикат НВА, които да се опитат да повторят победата си над французите при Диен Биен Фу (13 март – 17 май, 1954 г.)
Превъзходството на САЩ във въздуха прави това възможно. След тежките загуби и от двете страни НВА променят тактиката и се оттеглят заради започналата Офанзива Тет (30 януари 1968 г.)

## Предистория
Базата в град Хесан е военно летище и е построена през 1962 г. извън града само на около 11 км от границата с Лаос. Летището е употребявано слабо до построяването на база на Специалните сили близо до него през 1968 г. През следващите 5 години базата се използва за атаки над частите на НВА и Виет Конг по снабдителната линия Хо Ши Мин, (Ho Chi Minh Trail). Малката база на Специалните сили, наричана Лонг Вей (Lang Vei) е преместена на пътя към границата за Лаос и при започване на атаката тя е в процес на преместване.
В края на 1967 г. зоната става сцена на „планински битки“ между морската пехота и НВА. Това е началото на подготовката за Офанзивата Тет.
През 1968 г. генерал Уилям Уестморленд се опитва да предизвика НВА в директен сблъсък. Той изпраща голям брой подкрепления в базата, планирайки голяма офанзива срещу линията Хо Ши Мин, за да прекъсне операциите на НВА и Виет Конг на юг от Хесан. Това би довело до бърз край на войната.
Докато американците се подготвят, НВА се разгръщат в перфектна защитна позиция по близките хълмове, изпълнени с пещери, което ги прави неуязвими при земни и въздушни атаки. Само за седмица дивизията нараства на 20 000 души. От тази позиция те започват минометен и ракетен обстрел на базата.

## Битката
Главната атака започва на 21 януари 1968 г. С няколко мощни атаки НВА превземат Хесан само за седмица, впоследствие обаче морската пехота се разгръща и си връща базата. Въпреки това подготовката продължава и от двете страни и за кратко време морската пехота разгръща малка офанзива срещу НВА. След тези събития ходът на битката се забавя и заприличва повече на обсада. Артилерийският обстрел не стихва и от двете страни, и битката заприличва повече на Първата световна война. Американците започват бомбардировки с В-52, извикани от о-в Окинава. Опитите на НВА да унищожи летището не са напълно успешни и въпреки многото загубени хеликоптери американците могат да се разгърнат бързо при нужда. Скоро НВА решава да използва успешната тактика от Диен Биен Фу, започвайки прокопаването на голяма система от тунели и окопи, за да влязат в базата под прикритието им. Но американската артилерия е много по-ефективна от тази на французите през 1954 г. В-52 придават на района „лунен пейзаж“ и унищожават извършеното от НВА.

Две атаки следват на 17-18 март и 29 март, но и те не са успешни. Впоследствие НВА се изтеглят и битката започва бавно да завършва. Хесан е окончателно защитен на 6 април от 1-ва кавалерия. Два дни след това боевете в района стихват.